# Авария Boeing 737 в Трабзоне
Авария Boeing 737 в Трабзоне — авиационное происшествие, произошедшее 13 января 2018 года. Авиалайнер Boeing 737-800 авиакомпании Pegasus Airlines выполнял внутренний рейс PC8622 по маршруту Анкара- Трабзон, но во время приземления в аэропорту Трабзона выкатился за пределы взлётно-посадочной полосы и съехал в обрыв. Никто из 168 человек — пассажиров и членов экипажа — не пострадал, однако само судно получило значительные повреждения и было списано.

## Самолёт
Boeing 737-82R «Зейнеп» (регистрационный номер TC-CPF, заводской 40879, серийный 4267) турецкой авиакомпании «Pegasus Airlines» совершил свой первый полёт 15 ноября 2012 года. К моменту инцидента в Трабзоне совершил 9 полётов, при этом со стороны пилотов или наземных служб никаких сообщений о неисправностях судна не поступало.

## Авария
Самолёт, выполнявший внутренний рейс PC8622 из аэропорта Анкары, в 23:26 по местному времени (20:26 UTC) совершил приземление в аэропорту Трабзона. Сразу после посадки лайнер выкатился левее взлётно-посадочной полосы, пробил забор, съехал по склону и, застряв в образовавшейся после прошедшего дождя грязи, остановился в нескольких метрах от моря. Находившиеся на борту 168 пассажиров и членов экипажа, не пострадали и были эвакуированы через выход в хвосте самолёта. Воздушное судно получило серьёзные повреждения, правый его двигатель рухнул в воду.
Сразу после инцидента трабзонский аэропорт был закрыт и возобновил свою работу лишь в 8:00 по местному времени (5:00 UTC) 14 января, а все самолёты были перенаправлены в аэропорт близ города Гюльялы.

## Расследование
15 января прокуратурой Трабзона было начато расследование обстоятельств аварии. Экипаж судна прошёл проверку на состояние алкогольного опьянения и был опрошен. По словам одного из пилотов, после приземления правый двигатель внезапно увеличил свою мощность, вследствие чего самолёт неконтролируемо повернул и продолжил своё движение вне взлётно-посадочной полосы.